# Milichus apicalis
Milichus apicalis är en skalbaggsart som beskrevs av Fahraeus 1857. Milichus apicalis ingår i släktet Milichus och familjen bladhorningar. Inga underarter finns listade i Catalogue of Life.